# 日景修
日景 修（ひかげ おさむ、1968年 - ）は、秋田県出身のジャズベース奏者。

## 略歴
中学時代オーケストラ部に所属し、コントラバスを担当しながら音楽の基礎を学ぶ。金沢大学入学後、金沢大学モダン・ジャズ・ソサエティに所属しジャズの演奏を始める。
大学卒業後、名古屋市に活動拠点を定め、プロのジャズ・ミュージシャンとして活動を開始。自身の活動の他、大坂昌彦をはじめとする国内外の様々なミュージシャンと共演し、多数のレコーディングにも参加する。ジャズ以外では、韓国ヘグム奏者のレコーディング・ツアーへの参加等も行っている。
名古屋音楽大学非常勤講師・NHK文化センター名古屋のジャズ入門講座講師も勤める。